# 玉垣額之助 (1734年生)
玉垣額之助（たまがき がくのすけ、享保9年（1734年） - 寛政7年9月7日（1795年10月19日））は、元江戸相撲力士。最高位は小結。

## 経歴
現・横浜市の生まれ。江戸相撲最古の番付である宝暦7年（1757年）10月場所にはすでに幕下筆頭に戸田川鷲之助としてその名があった。2場所後の宝暦8年（1758年）10月場所で新入幕。成績記録が残る最古の場所である宝暦11年（1761年）10月場所では7勝1敗の好成績を上げ、優勝相当の力士となった。明和3年（1766年）3月場所では玉垣鷲之助と改名して小結を1場所勤め、明和6年4月場所では玉垣額之助と再改名。明和7年3月場所限りで引退した。

## 場所別成績
| 1757年 | x                       | 西幕下筆頭 –          |
| 1758年 | 西幕下筆頭 –            | 西前頭4枚目 –         |
| 1759年 | 西前頭3枚目 –           | x                     |
| 1760年 | x                       | 西前頭筆頭 –          |
| 1761年 | x                       | 西前頭2枚目 7–1       |
| 1762年 | 西前頭筆頭 5–2–1        | x                     |
| 1763年 | 西前頭筆頭 4–3–1        | 西前頭筆頭 0–0–8      |
| 1764年 | 西前頭筆頭 1–1–6        | 西前頭2枚目 3–2–1 2分 |
| 1765年 | 西前頭2枚目 1–1–6       | 西前頭筆頭 4–1–3      |
| 1766年 | 西前頭筆頭 3–1–2 1分2無 | 西前頭2枚目 4–1–1 2預 |
| 1767年 | 西小結 3–3–1 1分        | 西前頭2枚目 1–1–6 1無 |
| 1768年 | 西前頭筆頭 1–1–5 1預    | x                     |
| 1769年 | 西前頭3枚目 0–1–6       | 西前頭2枚目 0–2–6     |
| 1770年 | 西前頭筆頭 引退 0–0–8   | x                     |
| 各欄の数字は、「勝ち-負け-休場」を示す。 優勝 引退 休場 十両 幕下 三賞：敢=敢闘賞、殊=殊勲賞、技=技能賞 その他：★=金星 番付階級：幕内 - 十両 - 幕下 - 三段目 - 序二段 - 序ノ口 幕内序列：横綱 - 大関 - 関脇 - 小結 - 前頭（「#数字」は各位内の序列） |                         |                       |

- 1760年10月場所までは勝敗記録現存せず。
- この成績表でテンプレートの仕様上「幕下」となっている部分は、番付表の上から二段目であるため、「二段目」と呼ぶ方が正確である。当時は段ごとに力士の地位を待遇差で区別する発想がまだ確立しておらず、二段目以下でも番付表で「前頭」（「同」表記でない）と書かれている部分までは「幕内格」と見るべきだという説がある。